# Linyphia octopunctata
Linyphia octopunctata är en spindelart som först beskrevs av Chamberlin och Ivie 1936.  Linyphia octopunctata ingår i släktet Linyphia och familjen täckvävarspindlar.
Artens utbredningsområde är Panama. Inga underarter finns listade i Catalogue of Life.